# Hunusanahalli, Krishnarajpet
Hunusanahalli là một làng thuộc tehsil Krishnarajpet, huyện Mandya, bang Karnataka, Ấn Độ.